# TWiiNS

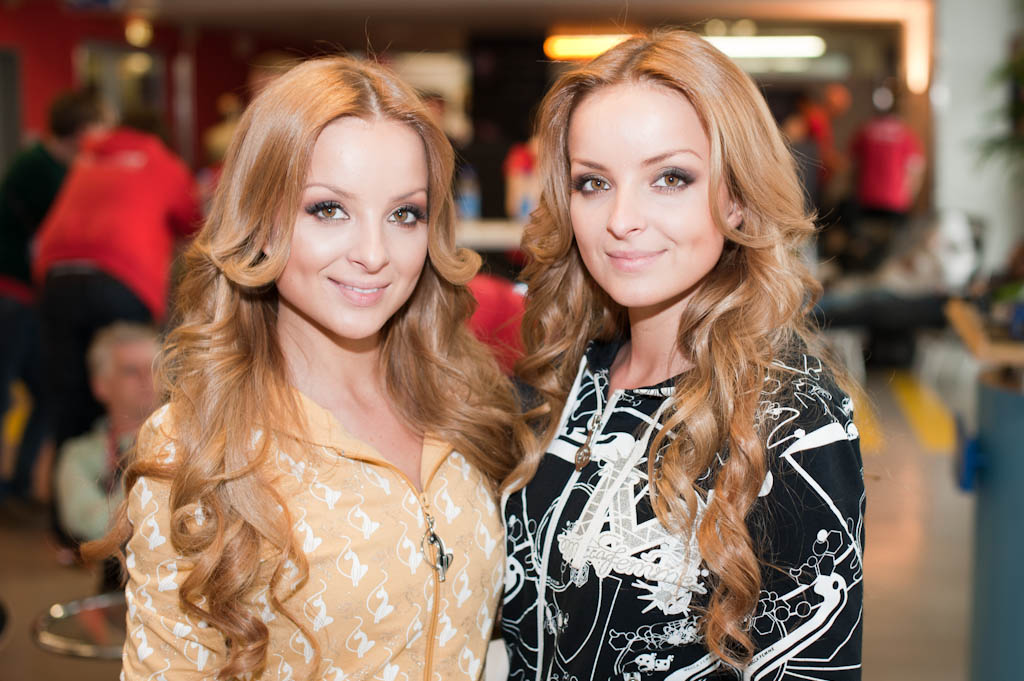
TWiiNS i Düsseldorf, 2011.

TWiiNS är en slovakisk popduo bestående av tvillingsystrarna Daniela och Veronika Nízlová som föddes den 15 maj 1986 i Hronský Beňadik i Slovakien (dåvarande Tjeckoslovakien).
Tvillingarna var bakgrundssångare och dansare till Tereza Kerndlová, Tjeckiens bidrag vid Eurovision Song Contest 2008. De representerade själva Slovakien vid Eurovision Song Contest 2011 med låten "I'm Still Alive". De tog sig dock inte vidare till finalen utan blev utslagna i den andra delfinalen.